# パラナピアカバ駅

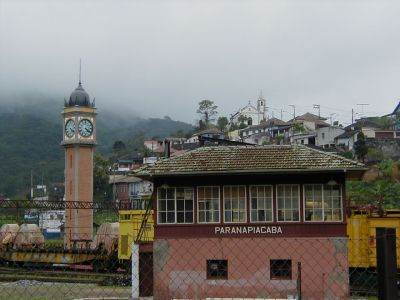

パラナピアカバ駅は、ブラジルのサンパウロ州サントアンドレ市に所在する鉄道駅である。パラナピアカバは、サントス港と内陸との間の貨物と旅客を輸送していた英国資本のサンパウロ鉄道会社の列車運行の拠点と職員住宅が設けられることにより出現した街である。パラナピアカバとはトゥピ・グアラニー語で「海を見るところ」という意味の言葉である。

## 歴史

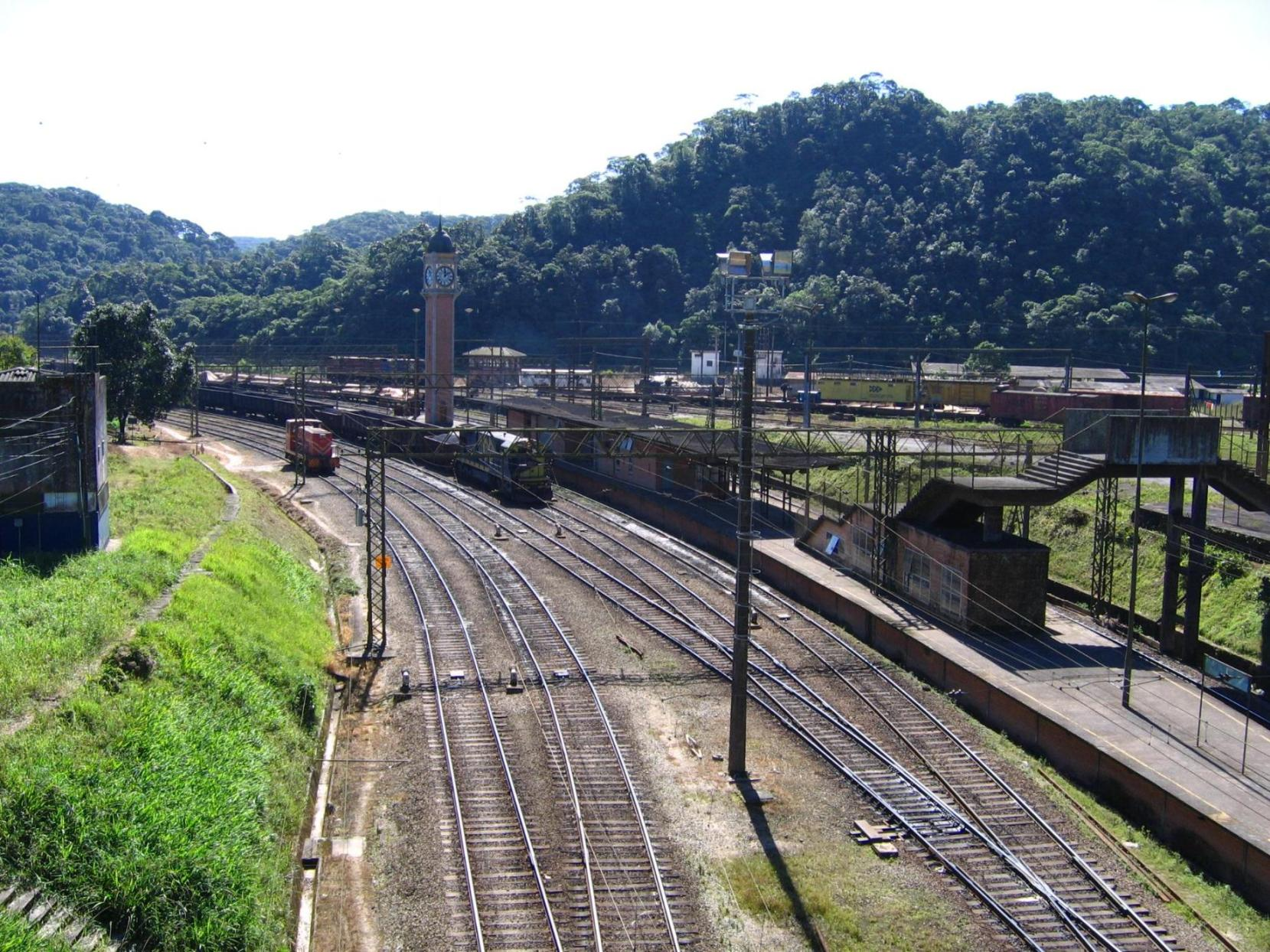
パラナピアカバ駅の操車場

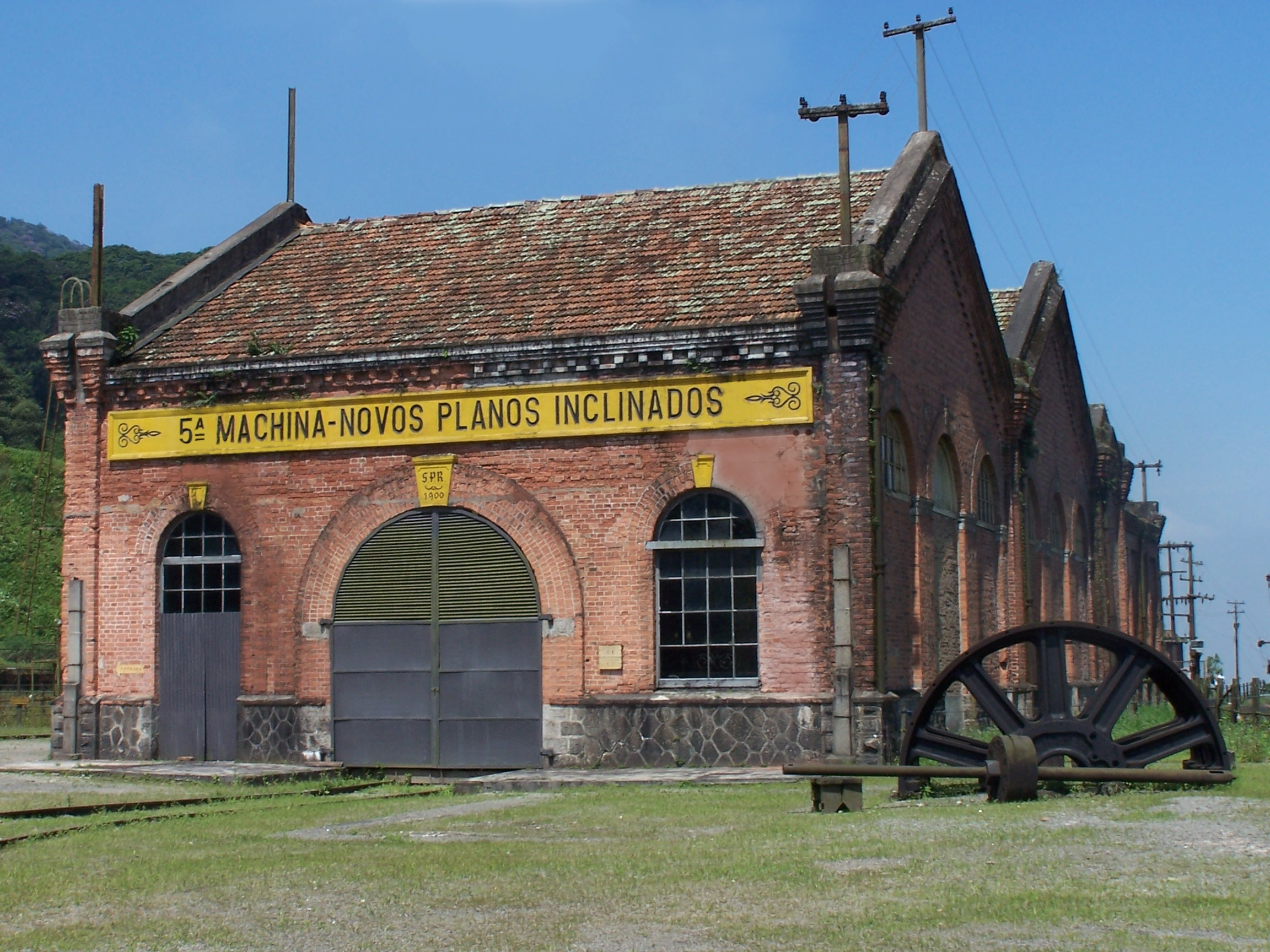
マキーナ・フィクサと呼ばれた巻き上げ機の建物

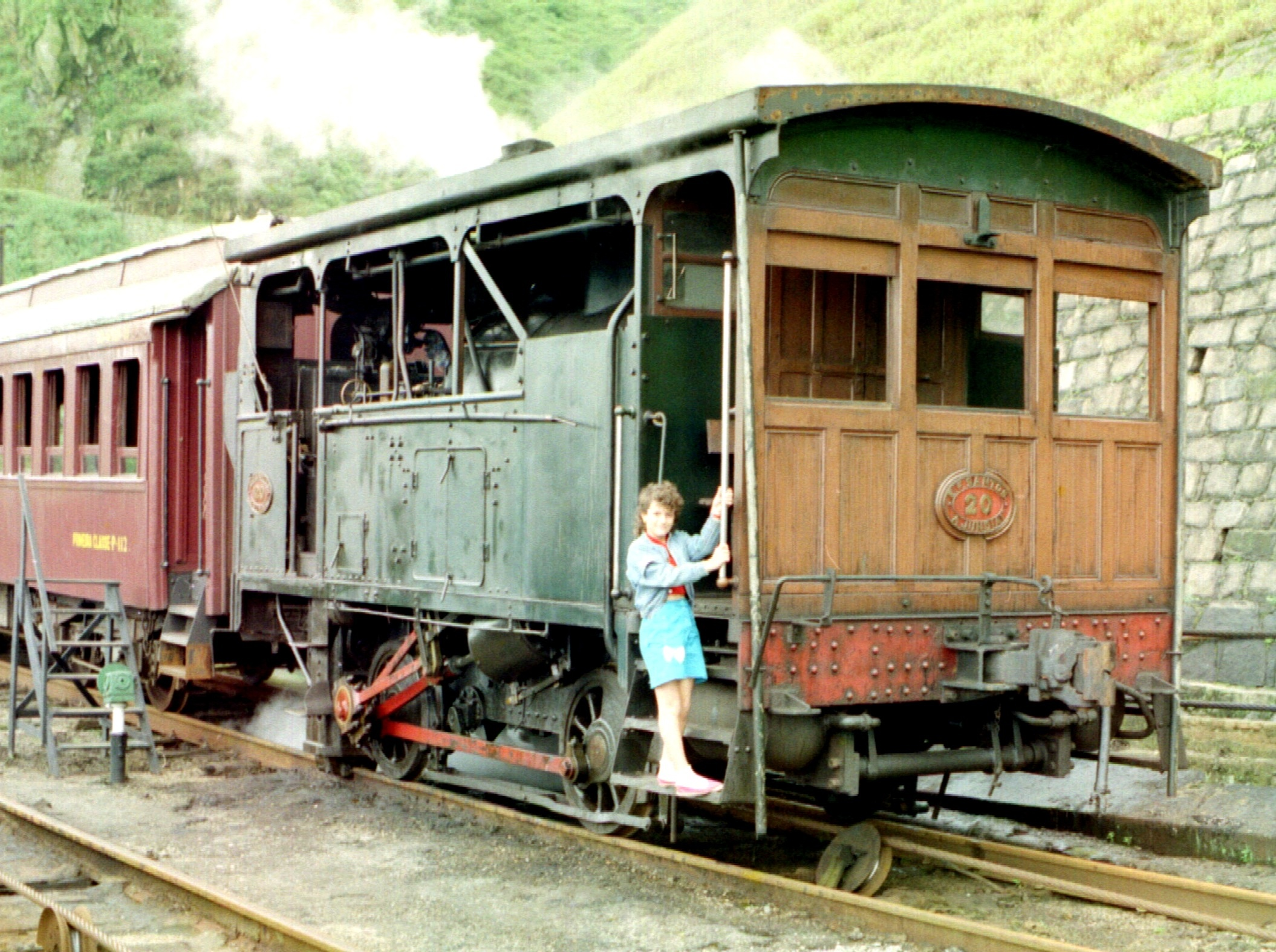
1987年に観光客向けに動いたときのロコブレーキ

サンパウロ鉄道は1867年に開通し、旅客輸送とサンパウロ州からのコーヒー豆の港への輸送に供用された。1874年には、アルト・ダ・セーハ駅が開業した。1898年にはイギリスから持ち込んだ資材で新しい駅舎が設置された。この駅舎にはロンドンで作られた掛け時計が掲げられ、この地域に多い霧の中でもよく目立った。1896年には並行する線路を増設する形で鉄道の複線化が完成し、増加する貨物の需要に応えた。この増設された新線はセーハ・ノヴァとも呼ばれ、インクライン方式が導入された。開通式は1901年に挙行された。このインクラインは岩をくりぬいた11のトンネルを貫通しており、山の麓のクバタン市のピアラゲラとの間に796mの高低差があった。1945年にアルト・ダ・セーハ駅はパラナピアカバ駅と呼ばれるようになり、1946年にはサンパウロ鉄道は連邦政府に接収され、サントス＝ジュンジアイ鉄道の一部となり、さらに1950年にはブラジル連邦鉄道 (RFFSA) の一員となった。1974年にラック式鉄道が開通し、1977年には旧駅舎は新駅舎に取って代わられた。旧駅舎の掛け時計は新設された煉瓦造りの時計塔に移設された。1981年に旧駅舎は火災で全焼し、翌年にはインクラインも運用が停止された。現在はこの駅への定期旅客列車の発着は無く、観光列車が週末に時おり運転されるだけである。2010年に郵便局によりこれらの産業遺産の記念切手が発行された。

## インクライン博物館
インクラインで鉄道の車両の昇降に使われた巻き上げ機を展示している。また博物館内には鉄道で使われた遺物や、昔の鉄道職員による公式の文書類が陳列されている。ここで保存されている、ロコブレーキと呼ばれる特殊車両は、インクラインの勾配路線で列車が滑落するのを防ぐブレーキの役割を持っており、常に勾配の下側、すなわち列車が坂を上るときは最後尾に、坂を下りるときは先頭に連結されていた。ロコブレーキは、ロバート・スチーブンソン社で1901年に製作され、構内では自走可能であり、列車への付け替えの能率が向上した。